# Glikerija Nyikolajevna Fedotova
Glikerija Nyikolajevna Fedotova (Orjol, 1846. május 22. – Moszkva, 1925. február 27.) orosz színésznő.

## Életpályája
A Moszkvai Színházi Intézetben tanult I. V. Szamarin irányítása alatt, 1862-ben debütált a Malij Tyeatrban, meghódítva a közönséget, és főként Alekszandr Nyikolajevics Osztrovszkij műveinek tolmácsaként aratott nagy sikert, aki a Vaszilisza Melentyeva és a Hóleány című színdarabokat neki írta.
Bár pályafutása kezdetén részben komikaként könyvelték el, a 19. század utolsó negyedében igen nagy hírnevét mindenekelőtt arra a tragikus repertoárra bízták, amelyben szenvedélyes temperamentuma és lírai vénája kiteljesedett.
Emlékezetes néhány shakespeare-i női karakter interpretációja: Júlia, Portia, Volumnia, Lady Mackbeth.
Konsztantyin Szergejevics Sztanyiszlavszkij „a szövegek szellemi tartalmának csodálatos értelmezőjeként”, „a művészi megtestesülés mestereként” és „ragyogó virtuózaként” dicsérte.
Miután 1905-ben ízületi gyulladásban megbetegedett, el kellett hagynia a színpadot, hogy a tanításnak szentelje magát, így sok éven át az orosz színház egyik legreprezentatívabb alakja maradt.

## Elismerései
- A Munka Hőse (1924)

## Fordítás
- Ez a szócikk részben vagy egészben  a   Glikerija Nikolaevna Fedotova című olasz Wikipédia-szócikk ezen változatának fordításán alapul.  Az eredeti cikk szerkesztőit annak laptörténete sorolja fel. Ez a jelzés csupán a megfogalmazás eredetét és a szerzői jogokat jelzi, nem szolgál a cikkben szereplő információk forrásmegjelöléseként.

## Bibliográfia
- Teatro e spettacolo nel secondo Ottocento. Roma-Bari: Laterza (1988)
- The Cambridge Guide to Theatre (angol nyelven). Cambridge: Cambridge University Press. (1998)
- History of the Theatre (angol nyelven). Boston: Allyn and Bacon (2003)
- Storia del teatro (The Oxford Illustrated History of the Theatre). Il Mulino (1999)
- Storia della letteratura russa. Firenze: Sansoni (2000)
- Teatro e spettacolo nel primo Ottocento. Roma-Bari: Laterza (1991)
- Storia della letteratura russa antica. Milano: Accademia (1959)
- Storia del teatro. Bologna: Il Mulino (1988)